# Staphylinus erythropterus
Staphylinus erythropterus es una especie de escarabajo vagabundo. Se encuentra en Europa.